# Габріела Андерсен-Шис
Габрієла Андерсен-Шис (20 травня 1945, Цюрих) — швейцарська легкоатлетка (марафон), учасниця першого олімпійського жіночого марафону на Олімпійських іграх 1984 року у Лос-Анджелесі.

## Найбільші досягнення
- 2 місце у марафоні Сан Франціско у 1983 року [1]
- 1 місце у жіночому Твін Сітіс марафоні у 1983 року [1]
- 1 місце у Каліфорнійському міжнародному марафоні у 1983 року [1]
- 37 місце у жіночому марафоні на Олімпійських іграх 1984 року [2]
- 5 місце у жіночому марафоні у місті Осака 1985 року [1]

## Факти
- 8 серпня 1984 року Габріела взяла участь у олімпійському жіночому марафонському забігу на 42 км 195 м. Того дня було дуже спекотно, температура повітря була дуже високою й сягала 30°C протягом усього дня. У зв'язку з перевтомою Габріела, на жаль, пропустила останню (п'яту) точку на дистанції де марафонцям дозволялось брати питну воду. Як результат, до кінця марафону її організм втратив фактично всю рідину. Потрапивши на останнє коло стадіону спортсменка, фактично, усі останні 400 метрів перебувала у стані важкого дегідратаційного шоку з повною, або частковою, втратою свідомості. Пара медичних працівників відразу ж запропонувала їй допомогу, але марафонка відмовилася від неї через те, що згідно правил олімпійського марафону, навіть одне торкання до неї медичного персоналу спричинило б миттєву дискваліфікацію з дистанції. Незважаючи на свій стан Габріела пішки дісталася фінішу де миттєво остаточно знепритомніла. Після отримання впродовж двох годин професійної медичної допомоги спортсменка самотужки пішла до роздягальні.[3]

- Навіть фінішувавши 37-ю, з часом 2:48:42, Габріела отримала б золоту медаль на Перших Олімпійських играх